# 변준석
변준석(1990년 4월 17일 ~ )은 대한민국의 배우이다.

## 학력
- 서울예술대학교 연기과

## 출연작

### 영화
- 《올레》 (2016년) - 지미 역
- 《스피드》 (2015년) - 최서원 역
- 《특종: 량첸살인기》 (2015년) - 남학생 역
- 《못》 (2014년) - 박건우 역
- 《이것이 우리의 끝이다》 (2014년) - 고딩남 2 역
- 《화려한 외출》 (2013년) - 승호 역
- 《귀》 (2010년) - 남학생 역

### 드라마
- 《반짝반짝 들리는》 (2018년, KBS2) - 최용준 역
- 《장영실》 (2016년, KBS1) - 최율 역
- 《두번째 스무살》 (2015년, tvN)
- 《너를 기억해》 (2015년, KBS2)
- 《초인시대》 (2015년, tvN)
- 《실종느와르 M》 (2015년, OCN)
- 《KBS 드라마 스페셜 - 비의 나라》 (2013년, KBS2)